# حارة المحاريق (صنعاء)

تعديل مصدري - تعديل

حارة المحاريق هي إحدى حارات حي شعوب بمديرية شعوب إحد مديريات العاصمة اليمنية صنعاء، بلغ تعداد سكانها 4171 نسمة حسب تعداد اليمن لعام 2004.